# 华朱乡
华朱乡是中国陕西省渭南市富平县下辖的一个乡。2011年，华朱乡与东上官乡、窦村镇合并设立城关镇。

## 行政区划
华朱乡下辖以下行政区：
华朱村、何仙村、下庙村、旧县村、闫村、赵坡村、优东村、优西村、锦川村、顺阳村、怀阳村、双义村、页坡村、刘坡村、杨坡村、东新村。